# Peso atômico padrão

Exemplo: cobre em fontes terrestres. Dois isótopos estão presentes: cobre‑63 (62,929) e cobre‑65 (64,927), com abundâncias de 69% + 31%. O peso atômico padrão (A_{r}°(Cu)) do cobre é a média, ponderada por sua abundância natural, e, em seguida, dividida pela constante de massa atômica m_{u}.

O peso atômico padrão de um elemento químico (símbolo Ar°(E) para o elemento "E") é a média aritmética ponderada das massa isotópica relativa de todos os isótopos desse elemento, ponderada pela abundância de cada isótopo na Terra. Por exemplo, o isótopo 63Cu (Ar = 62,929) constitui 69% do cobre na Terra, sendo o restante 65Cu (Ar = 64,927), de forma que
{\displaystyle A_{\text{r}}{\text{°}}(_{\text{29}}{\text{Cu}})=0,69\times 62,929+0,31\times 64,927=63,55.}
Como as massas isotópicas relativas são quantidades adimensionais, essa média ponderada também é adimensional. Ela pode ser convertida em uma medida de massa (com dimensão) multiplicando‑a pelo dalton, também conhecido como constante de massa atômica.
Dentre as diversas variantes da noção de peso atômico (Ar, também conhecido como massa atômica relativa) utilizados pelos cientistas, o peso atômico padrão (Ar°) é o mais comum e prático. O peso atômico padrão de cada elemento químico é determinado e publicado pela Comissão de Abundâncias Isotópicas e Pesos Atômicos (CIAAW) da União Internacional de Química Pura e Aplicada (IUPAC) com base em fontes naturais, estáveis e terrestres do elemento. A definição especifica o uso de amostras de muitas fontes representativas da Terra, de forma que o valor possa ser amplamente utilizado como o peso atômico para substâncias conforme elas são encontradas na realidade — por exemplo, em produtos farmacêuticos e pesquisas científicas. Pesos atômicos não padronizados de um elemento são específicos de fontes e amostras, como o peso atômico do carbono em um osso específico de um determinado sítio arqueológico. O peso atômico padrão faz a média desses valores para obter a faixa de pesos atômicos que um químico poderia esperar derivar de muitas amostras aleatórias da Terra. Essa faixa é a justificativa para a notação de intervalo apresentada para alguns valores de peso atômico padrão.
Dos 118 elementos químicos conhecidos, 80 possuem isótopos estáveis e 84 possuem esse valor baseado no ambiente terrestre. Tipicamente, tal valor é, por exemplo, para o hélio: Ar°(He) = 4002602(2). O "(2)" indica a incerteza no último dígito mostrado, ou seja, 4002602±0000002. A IUPAC também publica valores abreviados, arredondados para cinco algarismos significativos. Para o hélio, Ar, abridged°(He) = 40026.
Para quatorze elementos, as amostras divergem nesse valor, porque suas fontes tiveram um histórico de decaimento diferente. Por exemplo, o tálio (Tl) em rochas sedimentares possui uma composição isotópica distinta daquela encontrada em rochas ígneas e gases vulcânicos. Para esses elementos, o peso atômico padrão é indicado como um intervalo: Ar°(Tl) = [204,38, 204,39]. Com esse intervalo, para situações menos exigentes, a IUPAC também publica um valor convencional. Para o tálio, Ar, conventional°(Tl) = 20438.

## Definição

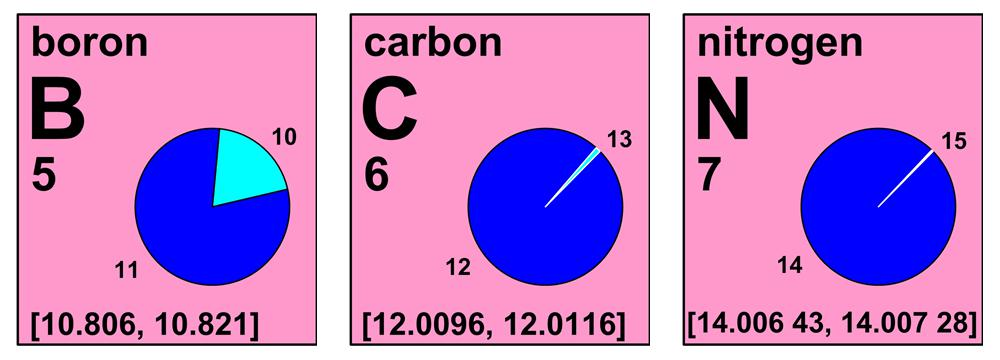
Trecho de uma Tabela Periódica da IUPAC mostrando a notação de intervalo dos pesos atômicos padrão do boro, carbono e nitrogênio (Chemistry International, IUPAC). Exemplo: o gráfico de setores para o boro indica que ele é composto por aproximadamente 20% de ^{10}B e 80% de ^{11}B. Essa mistura isotópica faz com que o peso atômico de amostras comuns de boro terrestre seja esperado cair dentro do intervalo 10,806 a 10,821. e esse intervalo é o peso atômico padrão. Amostras de boro provenientes de fontes incomuns, particularmente fontes não terrestres, podem apresentar pesos atômicos medidos que se situem fora desse intervalo. Peso atômico e massa atômica relativa são sinônimos.

O peso atômico padrão é um valor especial da massa atômica relativa. É definido como os "valores recomendados" das massas atômicas relativas de fontes no ambiente local da crosta terrestre e da atmosfera conforme determinado pela IUPAC Comissão de Pesos Atômicos e Abundâncias Isotópicas (CIAAW). Em geral, os valores provenientes de diferentes fontes estão sujeitos a variações naturais devido a diferentes histórias radioativas das fontes. Assim, os pesos atômicos padrão representam uma faixa esperada de pesos atômicos derivada de uma variedade de amostras ou fontes. Ao limitar as fontes à origem terrestre, os valores determinados pela CIAAW apresentam menor variância, constituindo um valor mais preciso para as massas atômicas relativas (pesos atômicos) efetivamente encontrados e utilizados em materiais do mundo real.
Os valores publicados pela CIAAW são utilizados e, por vezes, exigidos legalmente em cálculos de massa. Os valores apresentam uma incerteza (indicada entre parênteses), ou são um intervalo de expectativa (veja o exemplo na ilustração imediatamente acima). Essa incerteza reflete a variabilidade natural na distribuição isotópica de um elemento, em vez de uma incerteza na medição (a qual é muito menor com instrumentos de qualidade).
Embora haja uma tentativa de abranger a faixa de variabilidade na Terra com os números do peso atômico padrão, existem casos conhecidos de amostras minerais que contêm elementos com pesos atômicos que são valores discrepantes da faixa do peso atômico padrão.
Para elemento sintéticos, o isótopo formado depende do método de síntese, de forma que o conceito de abundância natural de isótopos não tem significado. Portanto, para os elementos sintéticos, o total de núcleons do isótopo mais estável (isto é, o isótopo com a maior meia‑vida) é indicado entre colchetes, em substituição ao peso atômico padrão.Predefinição:Paragraph break Quando o termo "peso atômico" é utilizado em química, geralmente ele se refere especificamente ao peso atômico padrão. São os pesos atômicos padrão que são usados em tabelas periódicas e em muitas referências padrão na química terrestre.

### Definição terrestre
Um exemplo de por que é necessário especificar "fontes terrestres convencionais" ao fornecer os valores do peso atômico padrão é o elemento argônio. Entre diferentes locais no Sistema Solar, o peso atômico do argônio varia até 10%, devido à extrema variação na composição isotópica. Onde a principal fonte de argônio é o decaimento de 
40K em rochas, 
40Ar será o isótopo dominante. Tais locais incluem os planetas Mercúrio e Marte, e a lua Titã. Na Terra, as proporções dos três isótopos 36Ar : 38Ar : 40Ar são aproximadamente 5 : 1 : 1600, conferindo ao argônio terrestre um peso atômico padrão de 39,948(1).
No entanto, esse não é o caso no restante do universo. O argônio produzido diretamente, por nucleossíntese estelar, é dominado pelo nuclídeo 
36Ar do processo alfa. Consequentemente, o argônio solar contém 84,6% de 
36Ar (de acordo com medições do vento solar), e a proporção dos três isótopos 36Ar : 38Ar : 40Ar nas atmosferas dos planetas exteriores é de 8400 : 1600 : 1. Portanto, o peso atômico do argônio no Sol e na maior parte do universo seria de aproximadamente 36,3.

### Causas de incerteza na Terra
Notoriamente, o valor publicado do peso atômico vem acompanhado de uma incerteza. Essa incerteza (e a precisão relacionada) decorrem de sua definição, considerando que a fonte é "terrestre e estável". As causas sistemáticas para essa incerteza são:
1. **Limites de medição.** Como sempre, a medição física nunca é finita. Sempre há mais detalhes a serem descobertos e analisados. Isso se aplica a cada isótopo puro encontrado. Por exemplo, atualmente a massa do principal isótopo natural do flúor (flúor-19) pode ser medida com uma precisão de onze casas decimais: 18998403163(6). Contudo, um sistema de medição ainda mais preciso poderia se tornar disponível, produzindo mais casas decimais.
2. **Misturas imperfeitas de isótopos.** Nas amostras coletadas e medidas, a mistura (abundância relativa) desses isótopos pode variar. Por exemplo, no caso do cobre. Embora em geral seus dois isótopos constituam 69,15% e 30,85% de todo o cobre encontrado, a amostra natural que está sendo medida pode ter tido uma homogeneização incompleta, fazendo com que as porcentagens sejam diferentes. A precisão é melhorada pela medição de mais amostras, é claro, mas essa fonte de incerteza permanece. (Exemplo: amostras de chumbo variam tanto que não podem ser anotadas com mais precisão do que quatro algarismos: 2072)
3. **Fontes terrestres com histórico diferente.** Uma fonte é a área maior que está sendo pesquisada, por exemplo, "água do oceano" ou "rocha vulcânica" (em oposição a uma "amostra": o conjunto individual de material investigado). Parece que alguns elementos possuem uma mistura isotópica distinta conforme a fonte. Por exemplo, o tálio em rochas ígneas apresenta mais isótopos leves, enquanto em rochas sedimentares há predominância de isótopos pesados. Não há um valor médio terrestre. Esses elementos apresentam a notação de intervalo: Ar°(Tl) = [20438, 20439]. Por razões práticas, um número convencional simplificado também é publicado (para Tl: 204,38).

Essas três fontes de incerteza são acumulativas. O valor publicado é o resultado de todas elas.

## Determinação da massa atômica relativa
As massas atômicas relativas modernas (termo específico para uma amostra de determinado elemento) são calculadas a partir dos valores medidos da massa atômica (para cada nuclídeo) e da composição isotópica de uma amostra. Massas atômicas altamente precisas estão disponíveis para praticamente todos os nuclídeos não radioativos, mas as composições isotópicas são tanto mais difíceis de medir com alta precisão quanto mais sujeitas a variações entre amostras. Por esse motivo, as massas atômicas relativas dos 22 elemento mononuclídeos (que são as mesmas que as massas isotópicas de cada único nuclídeo naturalmente ocorrente desses elementos) são conhecidas com precisão especialmente elevada.
| Isótopo | Massa atômica       | Abundância  | Abundância   |
| Isótopo | Massa atômica       | Padrão      | Faixa        |
| ------- | ------------------- | ----------- | ------------ |
| 28Si    | 27,97692653246(194) | 92,2297(7)% | 92,21–92,25% |
| 29Si    | 28,976494700(22)    | 4,6832(5)%  | 4,67–4,69%   |
| 30Si    | 29,973770171(32)    | 3,0872(5)%  | 3,08–3,10%   |

O cálculo é exemplificado para o silício, cuja massa atômica relativa é especialmente importante em metrologia. O silício existe na natureza como uma mistura de três isótopos: 28Si, 29Si e 30Si. As massas atômicas desses nuclídeos são conhecidas com uma precisão de uma parte em 14 bilhões para 28Si e de cerca de uma parte em 1 bilhão para os demais. Contudo, a faixa de abundância natural dos isótopos é tal que a abundância padrão só pode ser fornecida com aproximadamente ±0,001% (veja a tabela).
O cálculo é:
A{{{j1}}}  {{{j2}}} (Si) = (27,97693 × 0,922297) + (28,97649 × 0,046832) + (29,97377 × 0,030872) = 28,0854
A estimativa da incerteza é complicada, especialmente porque a distribuição das amostras não é necessariamente simétrica: as massas atômicas relativas padrão da IUPAC são citadas com incertezas simétricas estimadas, e o valor para o silício é 28,0855(3). A incerteza padrão relativa neste valor é 1×10–5 ou 10 ppm. Para refletir ainda mais essa variabilidade natural, em 2010, a IUPAC decidiu listar as massas atômicas relativas de 10 elementos como um intervalo, em vez de um número fixo.

## Controvérsia sobre a nomenclatura
O uso do nome "peso atômico" tem atraído grande controvérsia entre os cientistas. Os opositores desse nome geralmente preferem o termo "massa atômica relativa" (não deve ser confundido com massa atômica). A objeção básica é que o peso atômico não é um peso, isto é, a força exercida sobre um objeto em um campo gravitacional, medida em unidades de força, como o newton ou o poundal.
Em resposta, os defensores do termo "peso atômico" apontam (entre outros argumentos) que:
- o nome é usado continuamente para a mesma quantidade desde que foi conceituado pela primeira vez, em 1808;[15]
- durante a maior parte desse tempo, os pesos atômicos eram efetivamente medidos por pesagem (isto é, por análise gravimétrica) e o nome de uma quantidade física não deve mudar simplesmente porque o método de sua determinação foi alterado;
- o termo "massa atômica relativa" deve ser reservado para a massa de um nuclídeo específico (ou isótopo), enquanto "peso atômico" deve ser utilizado para a média ponderada das massas atômicas de todos os átomos presentes na amostra;
- não é incomum que nomes de quantidades físicas sejam enganosos e se mantenham por razões históricas, como por exemplo:
  - força eletromotriz, que não é uma força;
  - poder de resolução, que não é uma quantidade de potência;
  - concentração molar, que não é uma quantidade molar (isto é, uma quantidade expressa por unidade de quantidade de substância).

Pode-se acrescentar que o peso atômico muitas vezes também não é verdadeiramente "atômico", pois não corresponde à propriedade de um átomo individual. O mesmo argumento pode ser feito contra o uso de "massa atômica relativa" nesse sentido.

## Valores publicados
A IUPAC publica um valor formal para cada elemento químico estável, denominado peso atômico padrão. Quaisquer atualizações são publicadas bienalmente (em anos ímpares). Em 2015, o peso atômico do itérbio foi atualizado. Em 2017, 14 pesos atômicos foram alterados, incluindo o argônio, que passou de um número único para um valor em intervalo.
O valor publicado pode vir acompanhado de uma incerteza, como no caso do neônio: 201797(6), ou ser um intervalo, como para o boro: [10,806, 10,821].
Além desses 84 valores, a IUPAC também publica valores abreviados (com até cinco dígitos por número) e, para os doze valores em intervalo, valores convencionais (valores numéricos únicos).
O símbolo Ar representa uma massa atômica relativa, por exemplo, de uma amostra específica. Especificamente, o peso atômico padrão pode ser notado como Ar°(E), onde (E) é o símbolo do elemento.

### Peso atômico abreviado
O peso atômico abreviado, também publicado pela CIAAW, é derivado do peso atômico padrão, reduzindo os números para cinco dígitos (cinco algarismos significativos). O nome não indica "arredondado".
As bordas do intervalo são arredondadas para baixo para a fronteira inferior e para cima para a fronteira superior. Dessa forma, o intervalo original, mais preciso, é completamente coberto.
Exemplos:
- Cálcio: Ar°(Ca) = 40,078(4) → Ar, abridged°(Ca) = 40,078
- Hélio: Ar°(He) = 4,002602(2) → Ar, abridged°(He) = 4,0026
- Hidrogênio: Ar°(H) = [1,00784, 1,00811] → Ar, abridged°(H) = [1,0078, 1,0081]

### Peso atômico convencional
Quatorze elementos químicos – hidrogênio, lítio, boro, carbono, nitrogênio, oxigênio, magnésio, silício, enxofre, cloro, argônio, bromo, tálio e chumbo – possuem um peso atômico padrão definido não como um único número, mas como um intervalo. Por exemplo, o hidrogênio possui Ar°(H) = [1,00784, 1,00811]. Essa notação indica que as diversas fontes na Terra apresentam constituições isotópicas substancialmente diferentes, e que as incertezas em todas elas são justamente cobertas pelos dois números. Para esses elementos, não existe uma constituição "média terrestre" e o valor "correto" não é o ponto médio (o que seria 1,007975 para o hidrogênio, com uma incerteza de (±0,000135) que o faria cobrir exatamente o intervalo). Contudo, para situações em que um valor menos preciso é aceitável, por exemplo, no comércio, a CIAAW publicou um peso atômico convencional de número único. Para o hidrogênio, Ar, conventional°(H) = 1,008.

### Peso atômico formal curto
Utilizando o valor abreviado, e o valor convencional para os quatorze valores em intervalo, pode ser fornecido um valor curto definido pela IUPAC (5 dígitos mais incerteza) para todos os elementos estáveis. Em muitas situações, e em tabelas periódicas, isso pode ser suficientemente detalhado.

## Lista de pesos atômicos

### Na tabela periódica
Predefinição:Tabela periódica2